# Küdürlü (Şəki)
Küdürlü è un comune dell'Azerbaigian situato nel distretto di Şəki. Conta una popolazione di 547 abitanti.